# Ronja Stanley

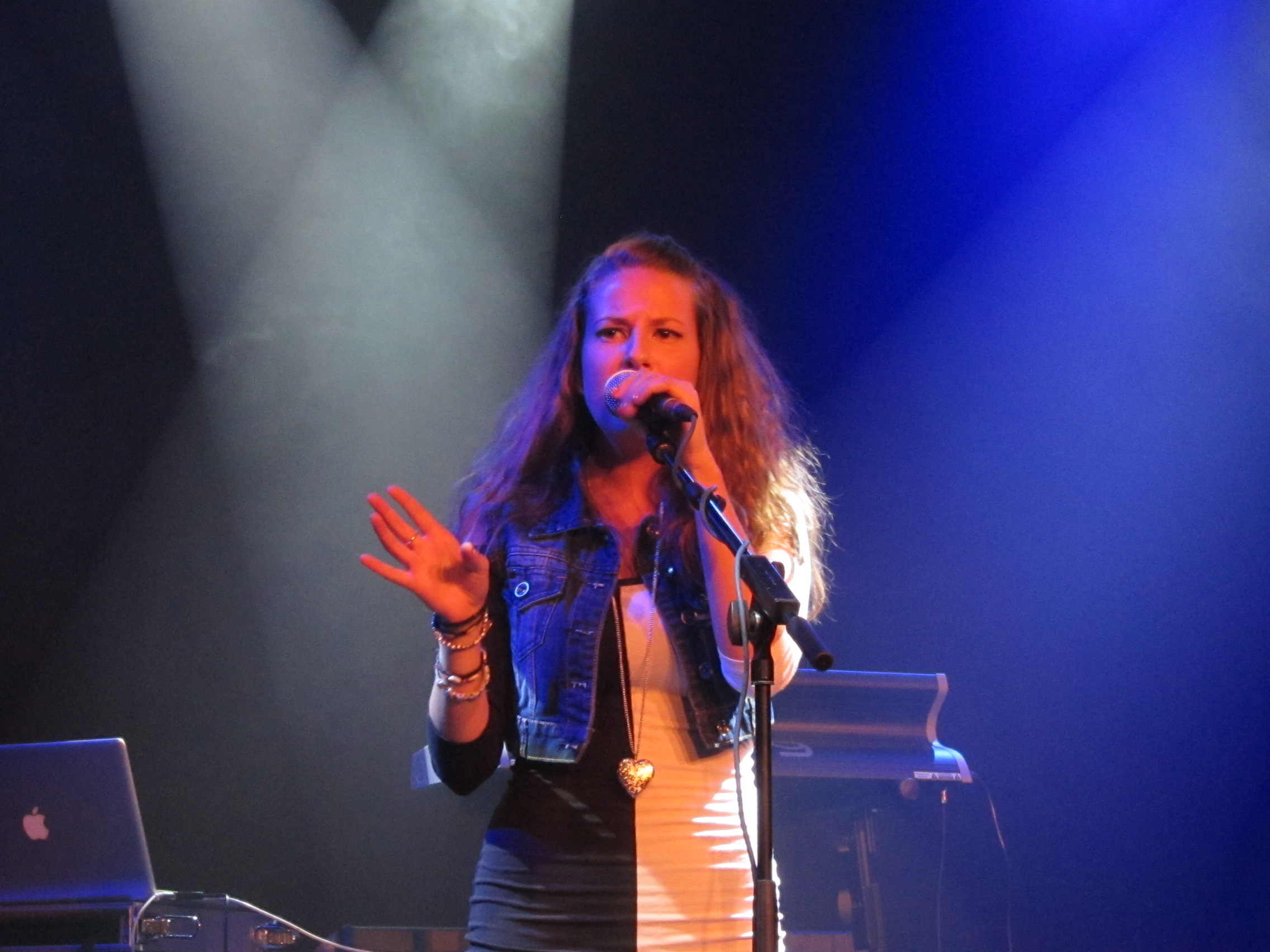
Ronja Stanley under uppträdande 2011 på Svenska talande klubben vid Kulturfabriken Korjaamo i Helsingfors.

Ronja Richardsdotter Stanley, tidigare Gullichsen; född 9 november 1991 i Sjundeå, är en finlandssvensk-brittisk sångare som uppträtt under artistnamnen New Ro och Ronya.

## Karriär
Stanley tecknade ett skivkontrakt med Warner Music Finland 2008 när hon var 16 år gammal.  Debutsingeln "Annoying" utgavs under artistnamnet Ronya och blev under sommaren 2011 bekant för YleX' lyssnare, då den tillbringade flera veckor på radiokanalens topplista. Debutalbumet The Key Is The Key producerades av Rauli Eskolin och släpptes 13 juni 2012. Singeln "Hyperventilating" från albumet rönte också en del uppmärksamhet.
2013 tecknade Stanley ett nytt skivkontrakt med Cocoa Music.  Ronyas andra album, Tides, släpptes i oktober 2015.  Singlarna “Work Harder”, “Great Escape” och “GTFO” fick också speltid i radio.
År 2018 bytte Stanley till artistnamnet New Ro. Den första singeln som släpptes under det namnet var "I Cum", släppt i november 2018, producerad av Jurek. Singeln “I Cum” släpptes också av skivbolaget Cocoa Music, varefter meterial under åren 2019–2020 utgavs under skivbolaget Art Dealer Recordings och som självutgåvor. I juni 2020 gavs EP:n i o u ut av Solina Records. I februari 2021 släppte Solina Stanleys tredje album Late Bloomer.
Svenska Yle gav under flera år i slutet av 2010-talet ut en podcast i vilken Stanley diskuterade ämnen som relationer, feminism och sex med grafikern och DJ:n Taika Mannila.

## Privatliv
Ronja Stanleys föräldrar är den brittiskfödda musikproducenten Richard Stanley och den finlandssvenska författaren Anna Gullichsen. Stanley tog examen från Tölö specialiseringsgymnasium 2011. Stanley har offentligt diskuterat sina erfarenheter av våld i nära relationer och drogproblem i intervjuer och sin podcast.

## Diskografi

### Under artistnamnet Ronya

#### Album
- The Key Is the Key (2012)
- Tides (2015)

#### Singlar
- Annoying (2011)
- Hyperventilating (2012)
- Needy Boy (2012)
- Flame (2014)
- Work Harder (2014)
- Great Escape (2015)
- GTFO (2015)

### Under aristnamnet New Ro

#### Album
- Late Bloomer (2021)

#### EPn
- Kosmos (2020)
- i o u (2020)

#### Singlar
- I Cum (2018)
- Myself (2019)
- Lucifer (2019)
- Guns (2019)
- Sleep (2019)
- Oh Hey Yeah Yeah (2020)
- Cropcircles (2020)